# Resolutie 1929 Veiligheidsraad Verenigde Naties
Resolutie 1929 van de Veiligheidsraad van de Verenigde Naties werd op 9 juni 2010 aangenomen door de VN-Veiligheidsraad. Dat gebeurde met twaalf stemmen voor, twee — Brazilië en Turkije — tegen en één onthouding van Libanon.
De resolutie breidde de sancties die tegen Iran golden naar aanleiding van diens kernprogramma uit tot Iraanse personen, bedrijven en organisaties, waaronder de Iraanse Revolutionaire Garde, de nationale Iraanse rederij en de First East Export Bank die financieel zou hebben bijgedragen aan het kernprogramma.
Resolutie 1929 vloeide voort uit een ontwerp dat door Frankrijk, Duitsland, het Verenigd Koninkrijk en de Verenigde Staten was ingediend. Die werd net als de uiteindelijke resolutie met 12—2—1 aangenomen.

## Achtergrond
Irans nucleaire programma werd reeds in de jaren 1950 met Amerikaanse ondersteuning op touw gezet om kernenergie voort te brengen. Na de Iraanse Revolutie in 1979 lag het kernprogramma stil. Eind jaren 1980 werd het, deze keer zonder westerse steun maar met medewerking van Rusland en China, hervat. Er rees echter internationale bezorgdheid dat het land ook de ambitie had om kernwapens te ontwikkelen.

## Inhoud

### Waarnemingen
De Veiligheidsraad bevestigde achter het non-proliferatieverdrag inzake kernwapens te staan. Alle partijen van dat verdrag moesten hun verbintenis nakomen, maar hadden volgens het verdrag wel het recht kernenergie aan te wenden voor vreedzame doeleinden. Het IAEA stelde ook dat het oplossen van de Iraanse kernkwestie de doelstelling van een Midden-Oosten zonder massavernietigingswapens zou bewerkstelligen. Uit rapporten van het IAEA bleek verder dat Iran zijn uraniumverrijkings- en zwaar wateractiviteiten niet had stopgezet noch meewerkte met de controles van het agentschap, zoals in eerdere resoluties geëist. Zo had het land onder meer een nieuwe verrijkingsfabriek gebouwd nabij Qom en zonder het IAEA in te lichten uranium tot 20% verrijkt. De Raad was aldus bezorgd om het kernwapenproliferatierisico vanwege Irans kernprogramma. Er werd ook benadrukt dat deze resolutie geenszins enig land opriep tot het gebruik van militair geweld.

### Handelingen
Iran moest aan de eisen en vragen van het IAEA tegemoetkomen; vooral met betrekking tot de bezorgdheid over een mogelijke militaire dimensie van haar kernprogramma. Alle zwaar water- en verrijkingsactiviteiten moesten worden stopgezet en er mochten geen fabrieken voor deze activiteiten worden gebouwd. Alle landen moesten ook verbieden dat er vanuit Iran werd geïnvesteerd in commerciële ondernemingen met deze activiteiten. Ook moesten alle landen de verkoop van gevechtstanks, pantservoertuigen, zware artilleriesystemen, gevechtsvliegtuigen, aanvalshelikopters, oorlogsschepen, raketten en aanverwant materieel aan Iran verbieden. Daarnaast mocht Iran ook geen ballistische raketten ontwikkelen om kernwapens te dragen, of hierin geholpen worden.
Voorts moesten alle landen de toegang tot hun grondgebied ontzeggen voor een aantal personen die in annex bij de resolutie waren opgesomd, alsook de Iraanse Revolutionaire Garde. Ook werden alle landen opgeroepen vrachtvervoer naar Iran naar aanleiding van deze resolutie te doorzoeken. Ze werden daarbij geautoriseerd tot inbeslagnames. Verder werden ook financiële dienstverleningen aan Iran verboden. Zo konden Iraanse banken geen activiteiten meer uitvoeren in het buitenland. Er moest ook voorzichtig worden gehandeld als men zaken deed met Iraanse burgers of bedrijven.
Ten slotte werd ook een panel van acht experts opgericht dat het comité dat toezag op de sancties tegen Iran moest bijstaan en informatie moest inzamelen uit de lidstaten.

### Bijlagen
Annex IPersonen en entiteiten betrokken bij Irans kernprogramma of de ontwikkeling van ballistische raketten die deze zouden kunnen dragen, en die dus onder de sancties vielen.
Annex IIEntiteiten die door de Iraanse Revolutionaire Garde gecontroleerd werden en daarom eveneens onder de sancties vielen.
Annex IIIEntiteiten die door de Islamic Republic of Iran Shipping Lines gecontroleerd werden. Hieronder viel ook IRISL Benelux, dat in Antwerpen gevestigd was.
Annex IVDe laatste bijlage bevatte een voorstel van China, Frankrijk, Duitsland, Rusland, het VK, de VS en de EU aan Iran dat erop gericht was de hele kwestie inzake Irans kernprogramma op diplomatische wijze op te lossen.

## Verwante resoluties
- Resolutie 1874 Veiligheidsraad Verenigde Naties (2009)
- Resolutie 1887 Veiligheidsraad Verenigde Naties (2009)
- Resolutie 1984 Veiligheidsraad Verenigde Naties (2011)
- Resolutie 2049 Veiligheidsraad Verenigde Naties (2012)

Lijst ·  1908 ·  1909 ·  1910 ·  1911 ·  1912 ·  1913 ·  1914 ·  1915 ·  1916 ·  1917 ·  1918 ·  1919 ·  1920 ·  1921 ·  1922 ·  1923 ·  1924 ·  1925 ·  1926 ·  1927 ·  1928 ·  1929 ·  1930 ·  1931 ·  1932 ·  1933 ·  1934 ·  1935 ·  1936 ·  1937 ·  1938 ·  1939 ·  1940 ·  1941 ·  1942 ·  1943 ·  1944 ·  1945 ·  1946 ·  1947 ·  1948 ·  1949 ·  1950 ·  1951 ·  1952 ·  1953 ·  1954 ·  1955 ·  1956 ·  1957 ·  1958 ·  1959 ·  1960 ·  1961 ·  1962 ·  1963 ·  1964 ·  1965 ·  1966